# أنوكريثي فاس
أنوكريثي فاس (من مواليد 28 سبتمبر 1998) عارضة أزياء هندية وحاملة لقب ملكة جمال سابقة بعدما توجت بمسابقة فيمينا ملكة جمال الهند 2018. مثلت الهند في النسخة الثامنة والستين من مسابقة ملكة جمال العالم 2018، التي عقدت في سانيا، الصين في 8 ديسمبر 2018 ، حيث انتهى بها الأمر من بين أفضل 30 متسابقة.

## نشأتها
وُلدت أنوكريثي ونشأت في تيروتشيرابالي ، تاميل نادو ، الهند. تخلى عنها والدها في السابعة من عمرها وربتها والدتها سيلينا، التحقت بمدرسة مونتفورت ، تيروتشيرابالي. أكملت تعليمها الثانوي من مدرسة آر إس كريشنان الثانوية.